# Barleria pilosa
Barleria pilosa är en akantusväxtart som beskrevs av Heyne och Christian Gottfried Daniel Nees von Esenbeck. Barleria pilosa ingår i släktet Barleria och familjen akantusväxter. Inga underarter finns listade i Catalogue of Life.